# Liste der Auslandsvertretungen Spaniens

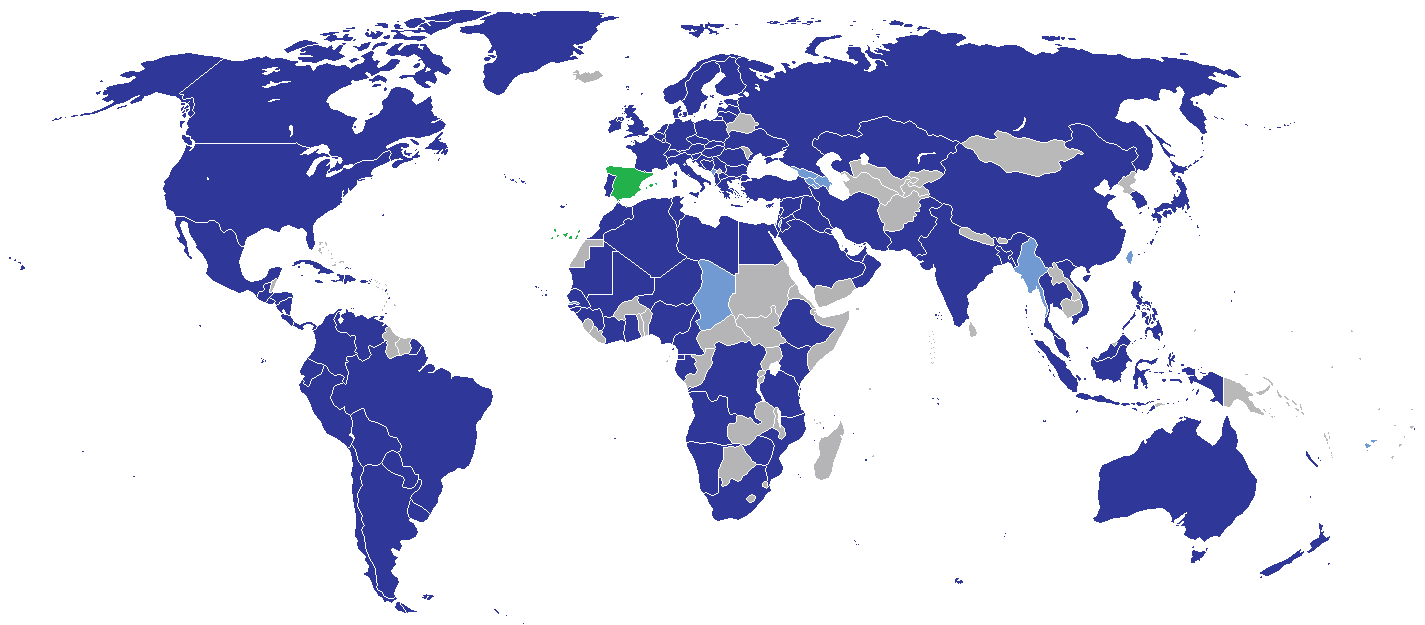
Standorte der diplomatischen Vertretungen Spaniens

Dies ist eine Liste der diplomatischen Vertretungen Spaniens. Das Königreich unterhält 118 Botschaften.

## Diplomatische Vertretungen

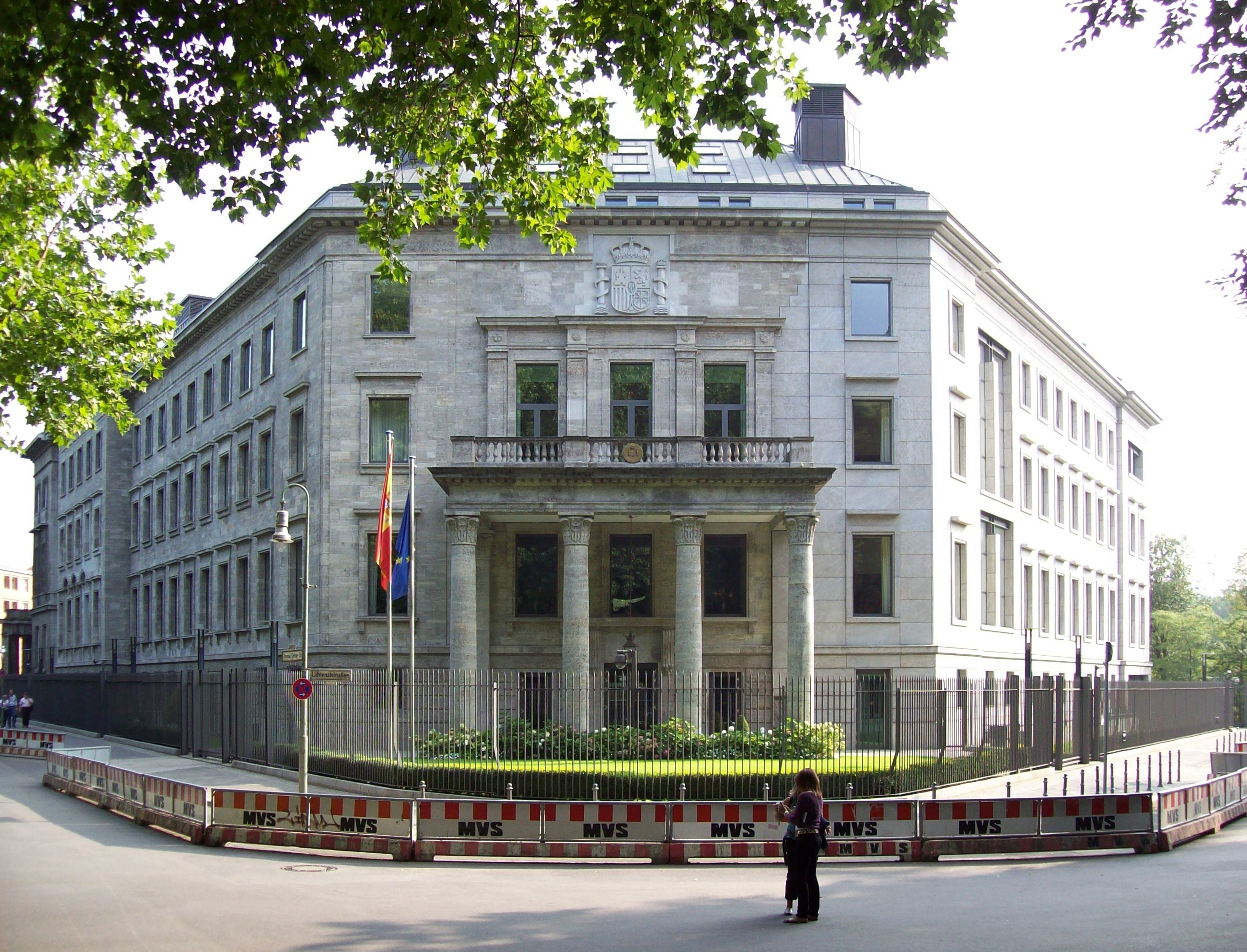
Spanische Botschaft in Berlin

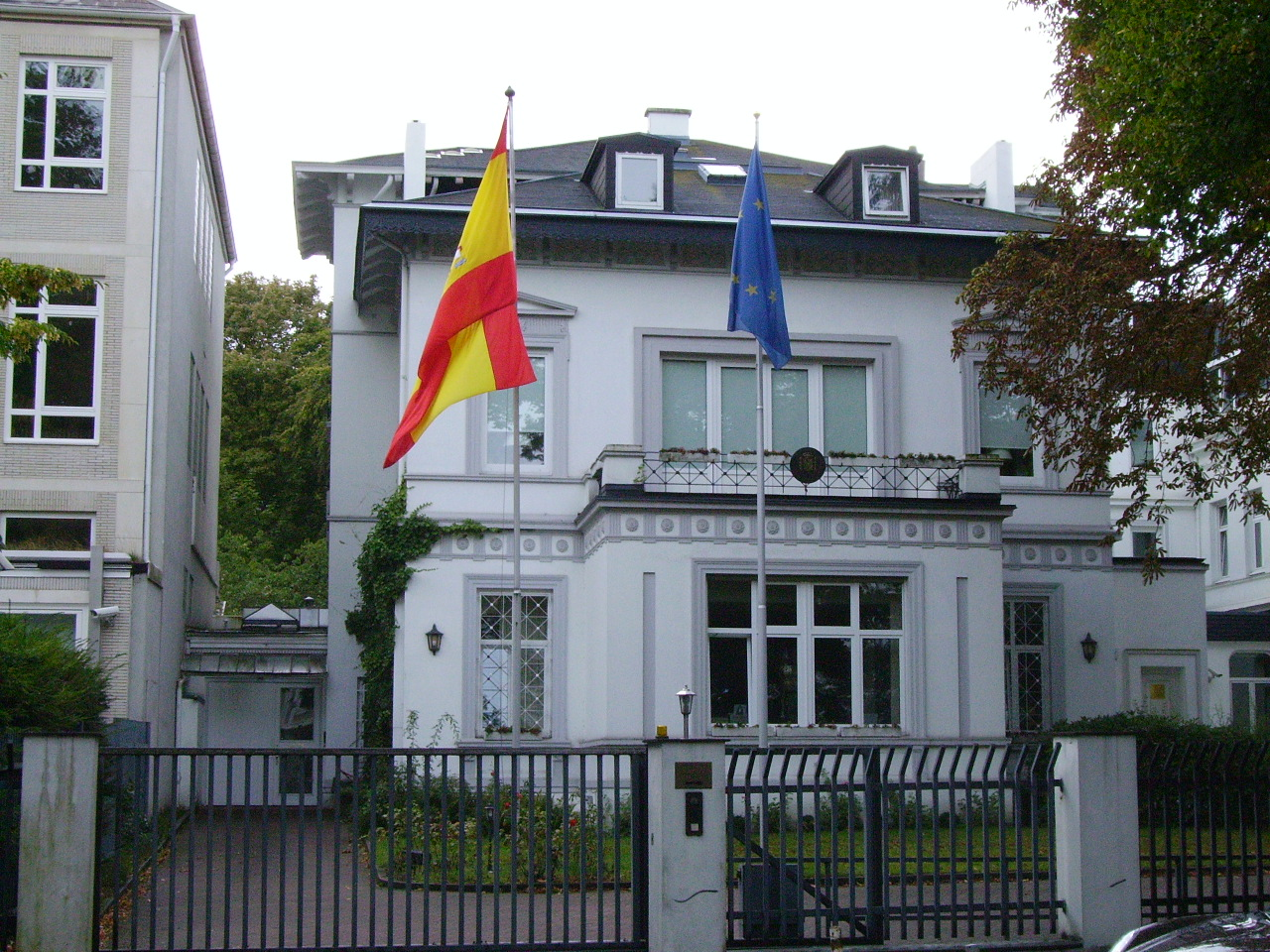
Spanisches Generalkonsulat in Hamburg

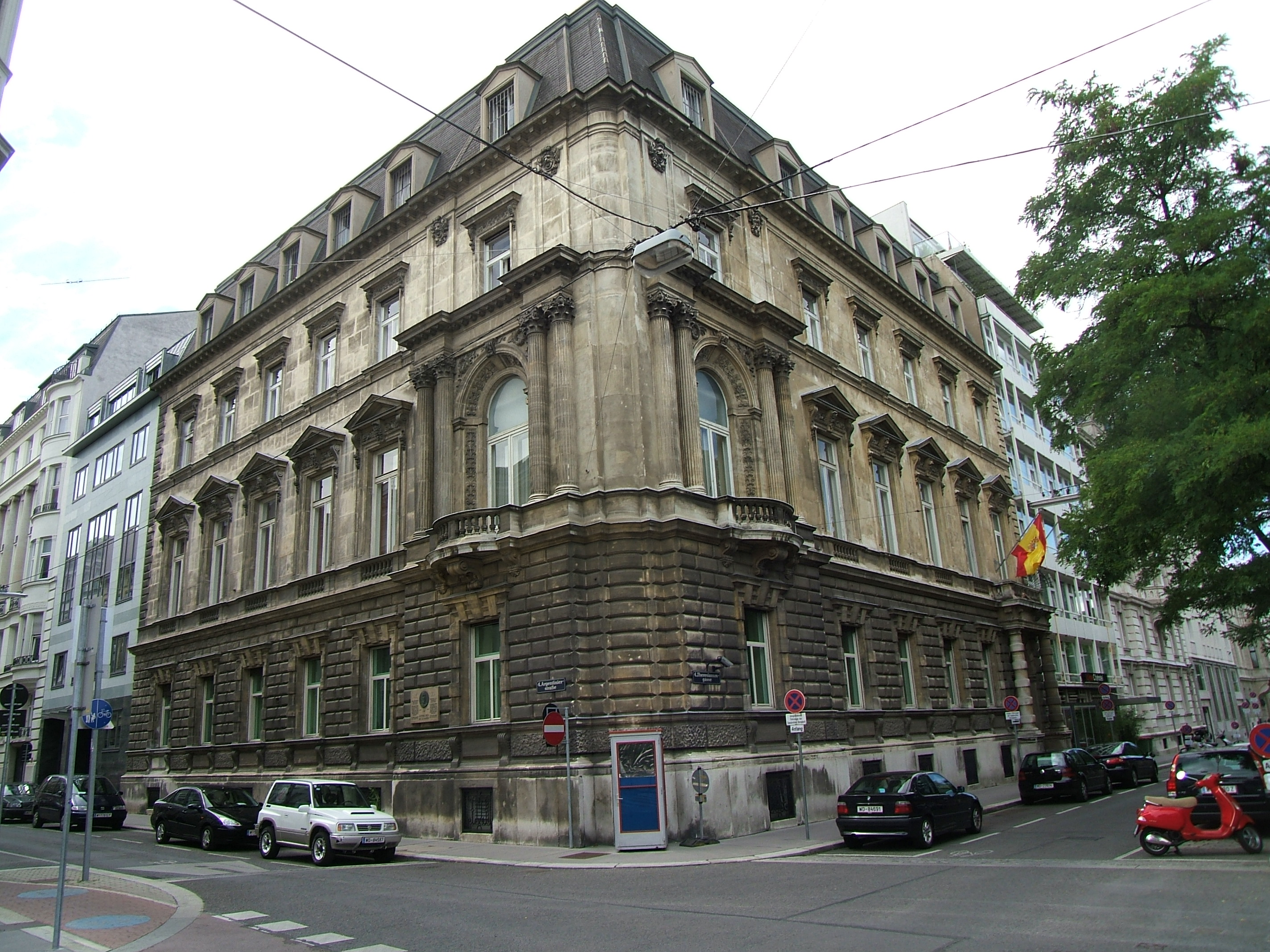
Spanische Botschaft in Wien

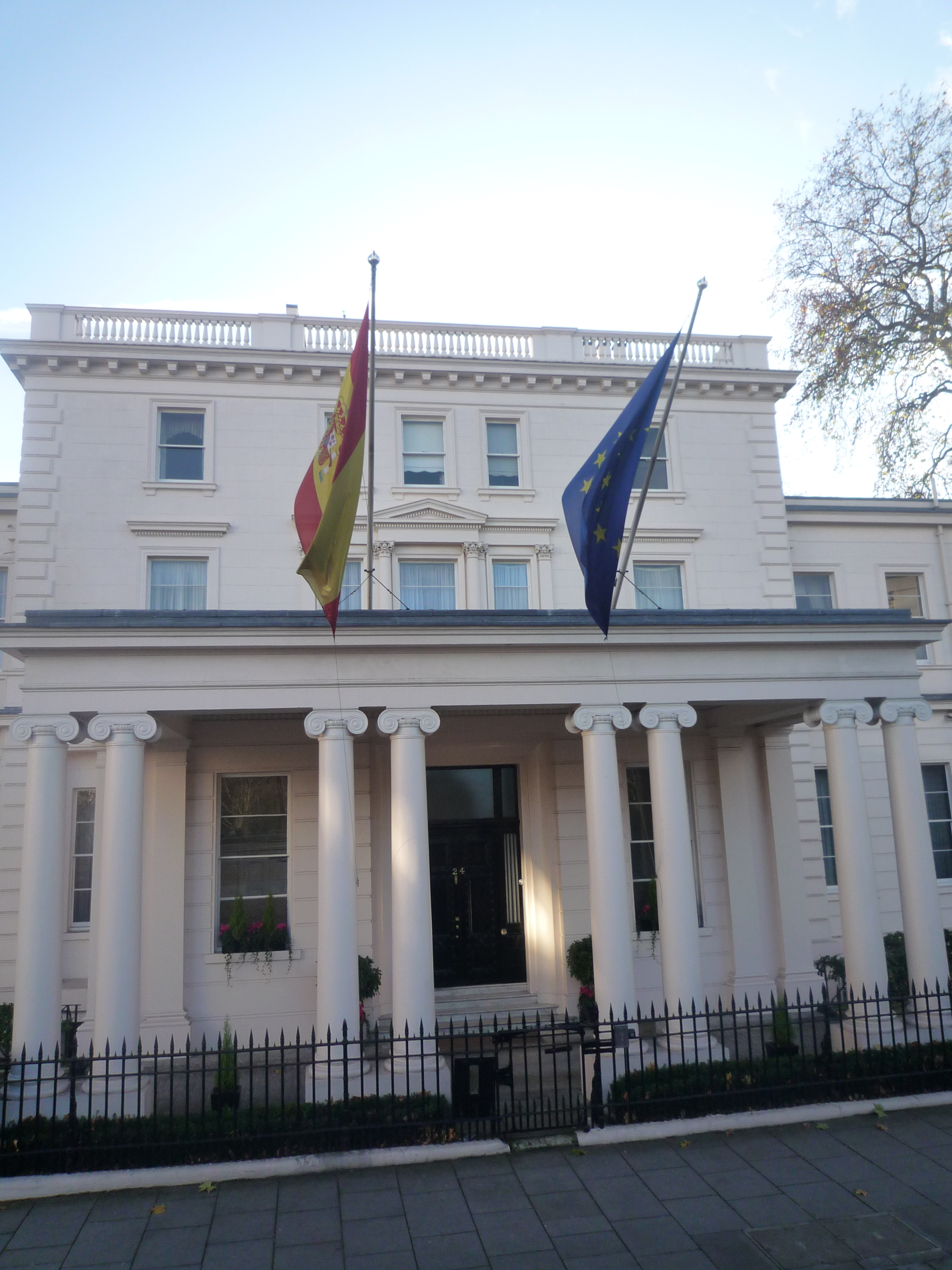
Spanische Botschaft in London

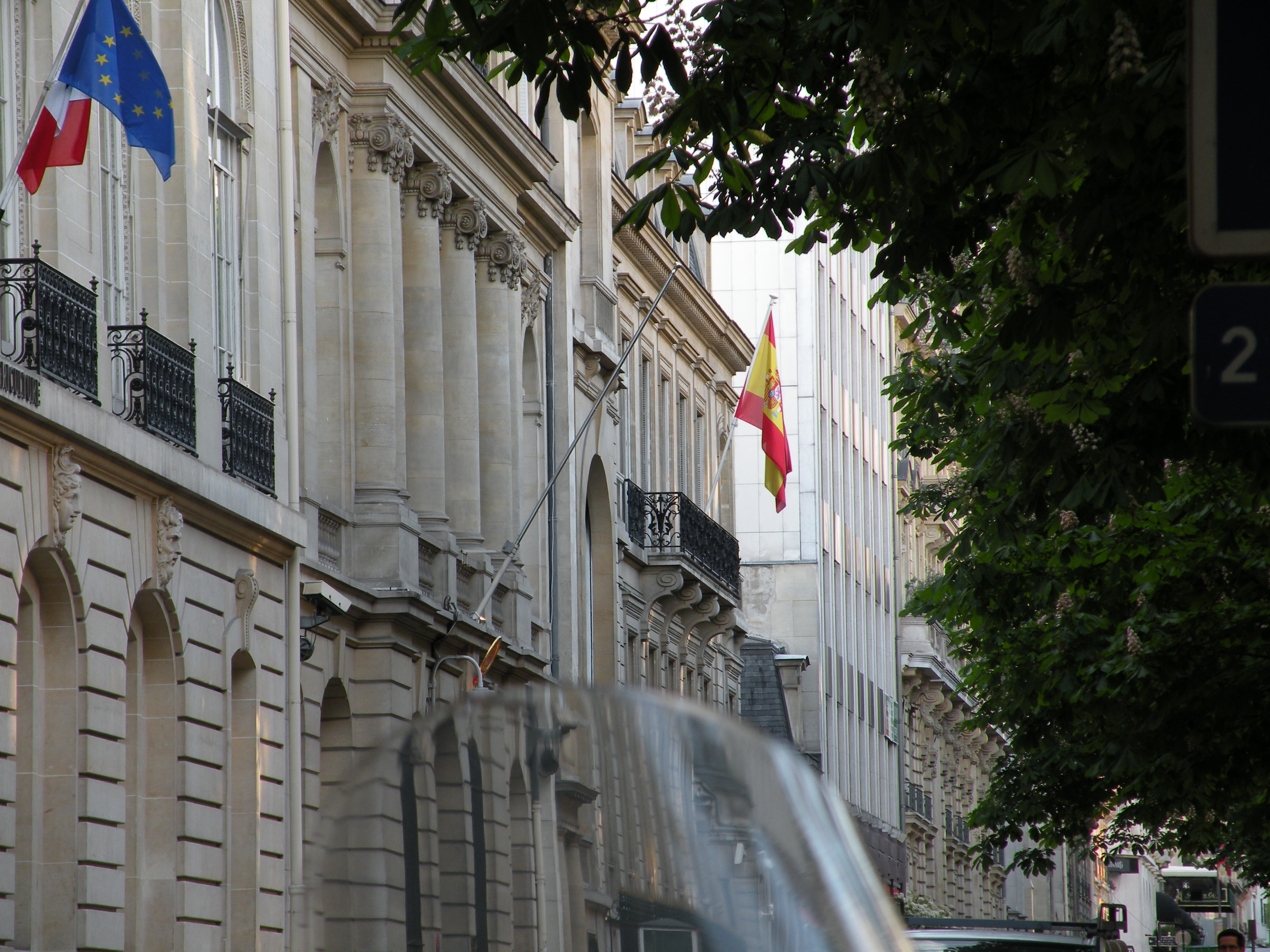
Spanische Botschaft in Paris

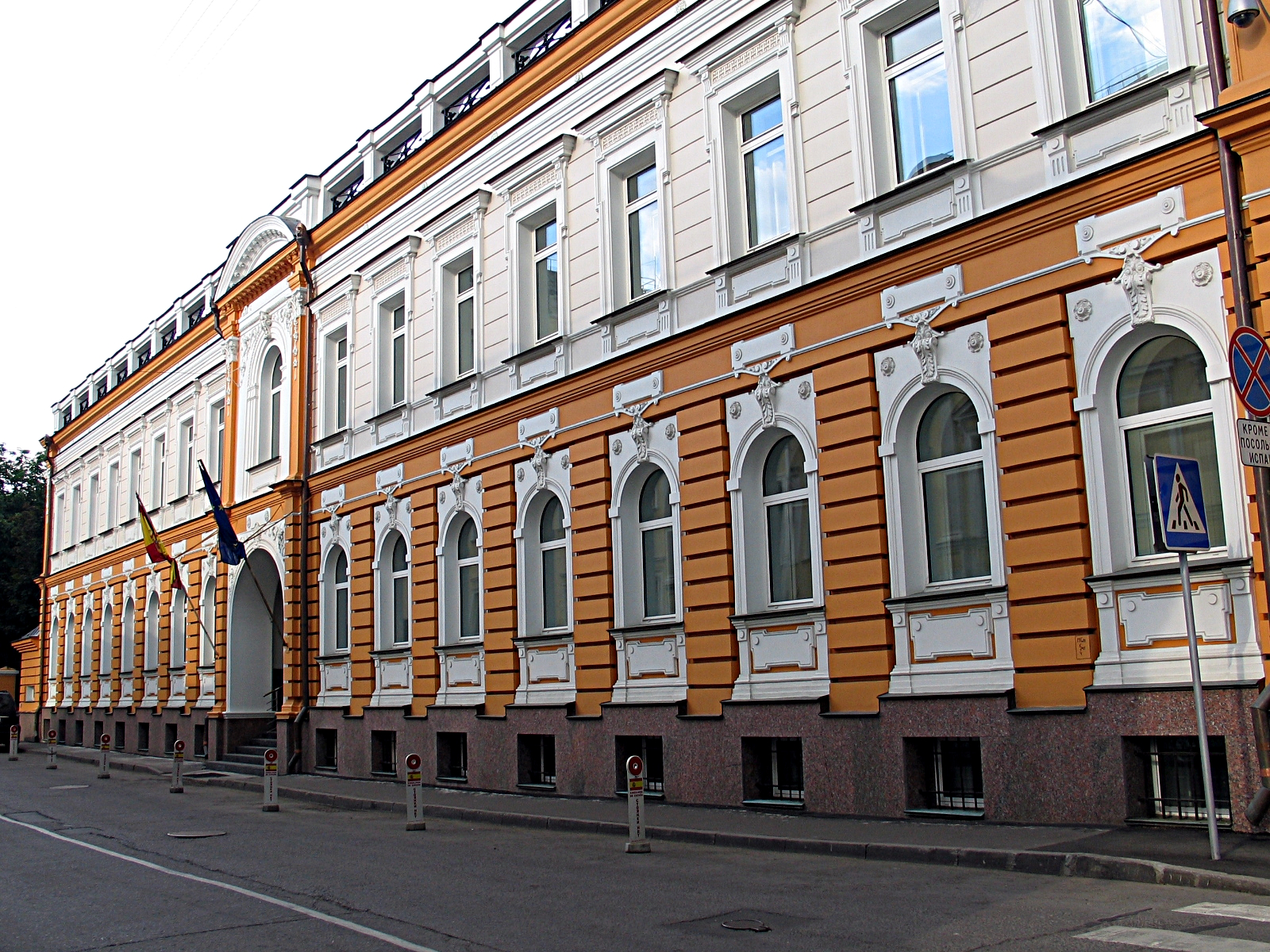
Spanische Botschaft in Moskau

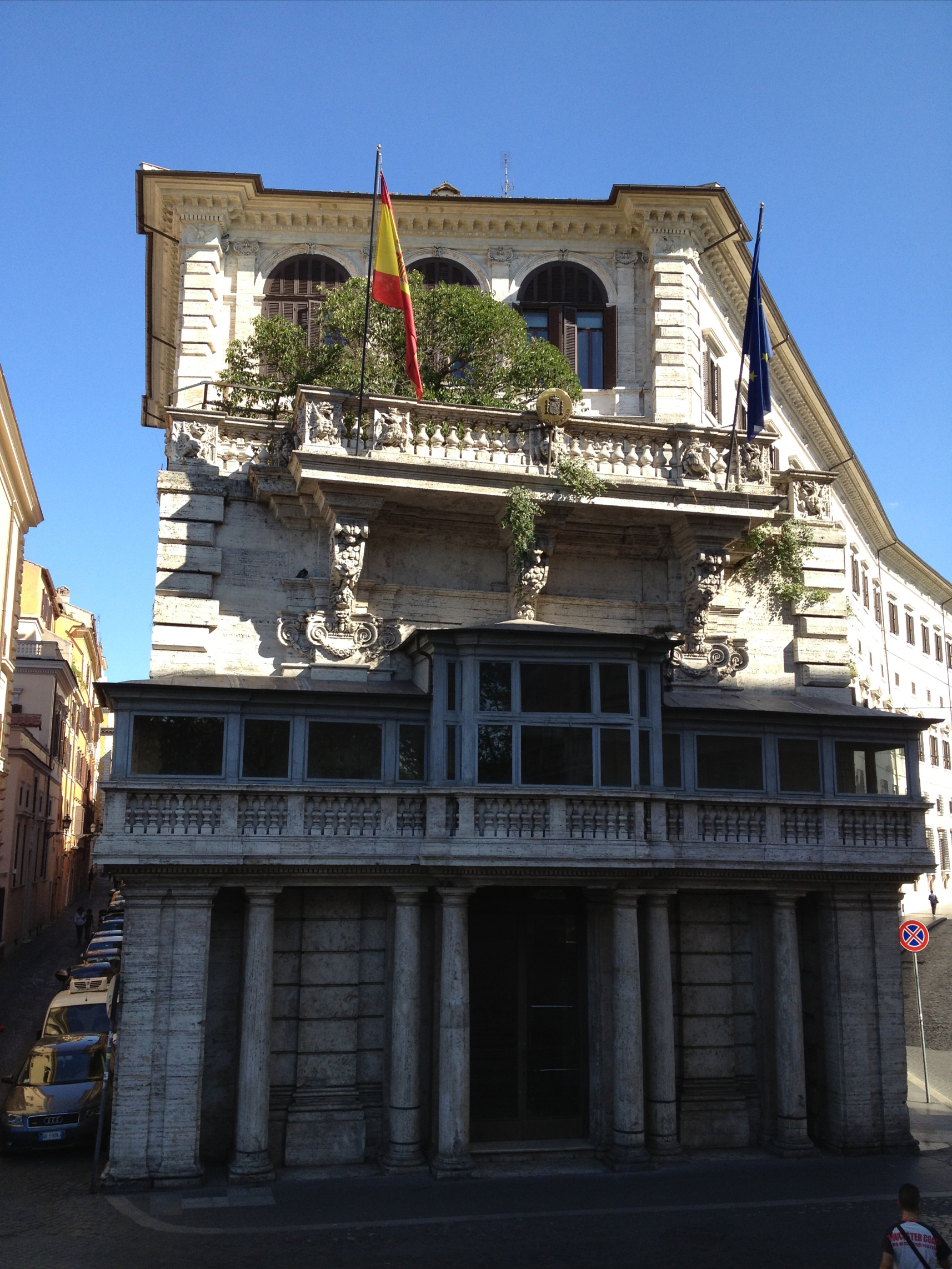
Spanische Botschaft in Rom

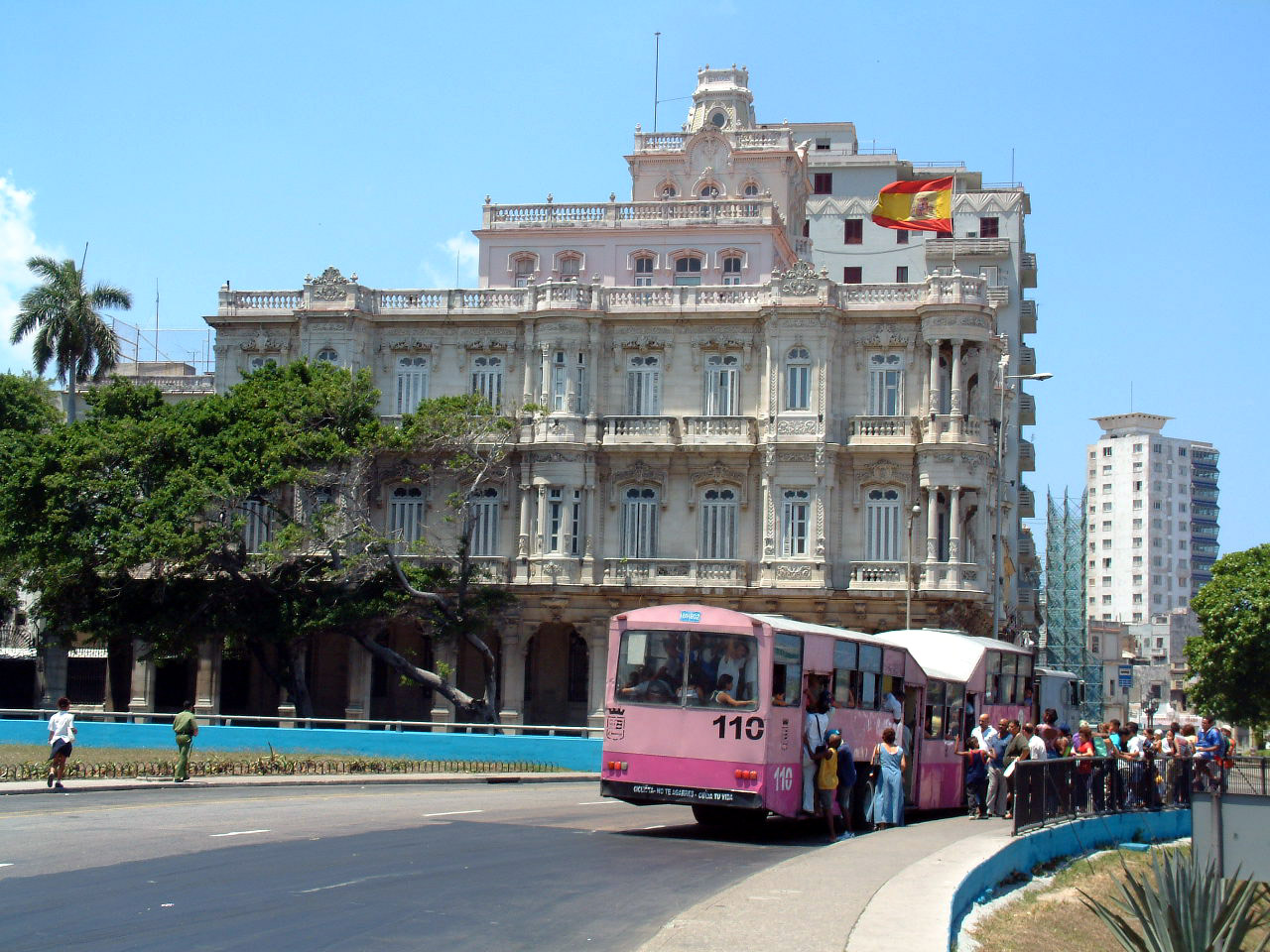
Spanische Botschaft in Havanna

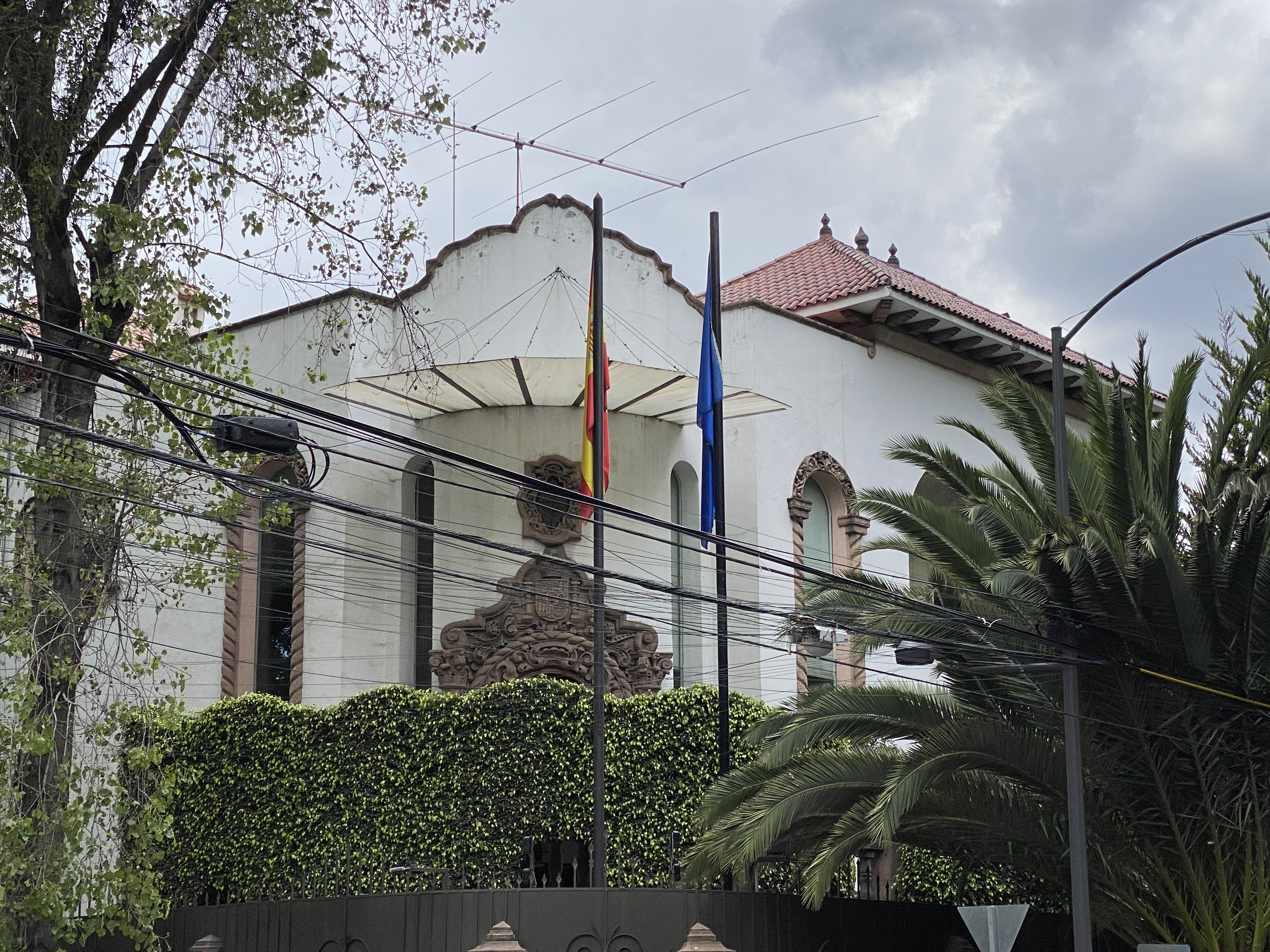
Spanische Botschaft in Mexiko-Stadt

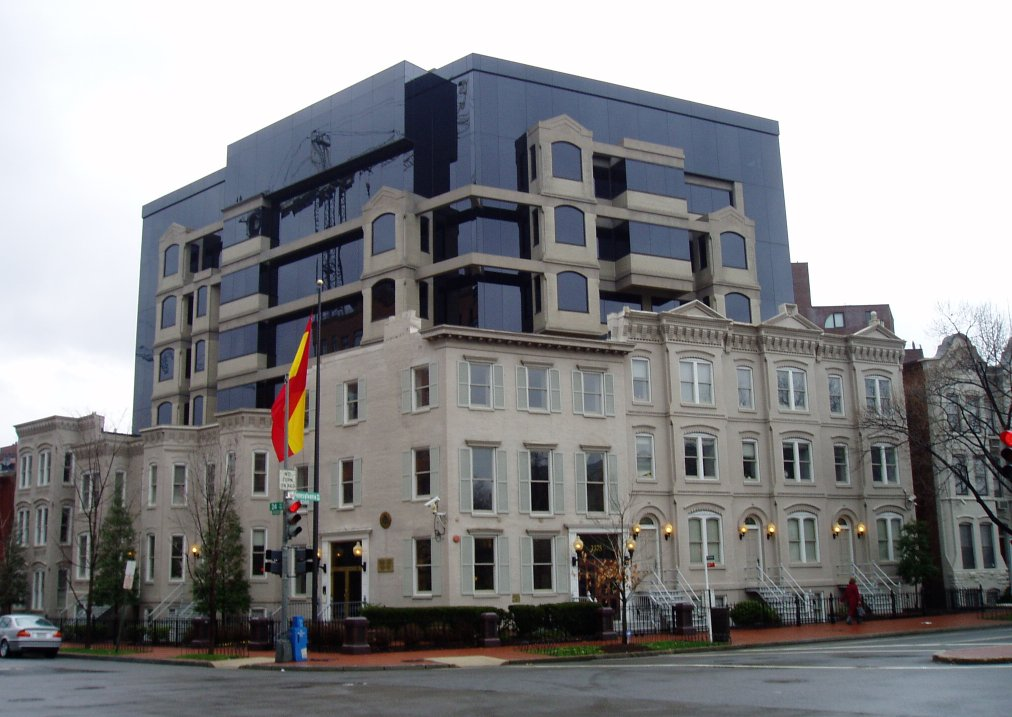
Spanische Botschaft in Washington, D.C.

### Afrika
| - Ägypten: Kairo, Botschaft - Ägypten: Alexandria, Generalkonsulat - Algerien: Algier, Botschaft - Algerien: Oran, Generalkonsulat - Angola: Luanda, Botschaft - Äquatorialguinea: Malabo, Botschaft - Äquatorialguinea: Bata, Generalkonsulat - Äthiopien: Addis Abeba, Botschaft - Demokratische Republik Kongo: Kinshasa, Botschaft - Elfenbeinküste: Abidjan, Botschaft - Gabun: Libreville, Botschaft - Ghana: Accra, Botschaft - Guinea: Conakry, Botschaft - Guinea-Bissau: Bissau, Botschaft - Kamerun: Jaunde, Botschaft - Kap Verde: Praia, Botschaft - Kenia: Nairobi, Botschaft - Libyen: Tripolis, Botschaft - Mali: Bamako, Botschaft - Mauretanien: Nouakchott, Botschaft | - Mauretanien: Nouadhibou, Generalkonsulat - Marokko: Rabat, Botschaft - Marokko: Agadir, Generalkonsulat - Marokko: Casablanca, Generalkonsulat - Marokko: Nador, Generalkonsulat - Marokko: Tanger, Generalkonsulat - Marokko: Tétouan, Generalkonsulat - Marokko: Larache, Konsulat - Mosambik: Maputo, Botschaft - Namibia: Windhoek, Botschaft - Niger: Niamey, Botschaft - Nigeria: Abuja, Botschaft - Nigeria: Lagos, Generalkonsulat - Senegal: Dakar, Botschaft - Simbabwe: Harare, Botschaft - Südafrika: Pretoria, Botschaft - Südafrika: Kapstadt, Botschaft/Generalkonsulat - Sudan: Khartum, Botschaft - Tansania: Daressalam, Botschaft - Tunesien: Tunis, Botschaft |

### Asien
| - Bangladesch: Dhaka, Botschaft - Volksrepublik China: Peking, Botschaft - Volksrepublik China: Guangzhou, Generalkonsulat - Volksrepublik China: Hongkong, Generalkonsulat - Volksrepublik China: Shanghai, Generalkonsulat - Indien: Neu-Delhi, Botschaft - Indien: Mumbai, Generalkonsulat - Indonesien: Jakarta, Botschaft - Iran: Teheran, Botschaft - Irak: Bagdad, Botschaft - Israel: Tel Aviv, Botschaft - Israel: Jerusalem, Generalkonsulat - Japan: Tokyo, Botschaft - Jordanien: Amman, Botschaft - Kasachstan: Astana, Botschaft | - Katar: Doha, Botschaft - Kuwait: Kuwait, Botschaft - Libanon: Beirut, Botschaft - Malaysia: Kuala Lumpur, Botschaft - Oman: Maskat, Botschaft - Pakistan: Islamabad, Botschaft - Philippinen: Manila, Botschaft - Saudi-Arabien: Riad, Botschaft - Singapur: Singapur, Botschaft - Südkorea: Seoul, Botschaft - Syrien: Damaskus, Botschaft - Taiwan: Taipei, Spanische Handelskammer - Thailand: Bangkok, Botschaft - Vereinigte Arabische Emirate: Abu Dhabi, Botschaft - Vietnam: Hanoi, Botschaft |

### Australien und Ozeanien
- Australien: Canberra, Botschaft
- Australien: Sydney, Generalkonsulat
- Australien: Melbourne, Generalkonsulat
- Neuseeland: Wellington, Botschaft

### Europa
| - Albanien: Tirana, Botschaft - Andorra: Andorra la Vella, Botschaft - Belgien: Brüssel, Botschaft - Bosnien und Herzegowina: Sarajevo, Botschaft - Bulgarien: Sofia, Botschaft - Dänemark: Kopenhagen, Botschaft - Deutschland: Berlin, Botschaft - Deutschland: Düsseldorf, Generalkonsulat - Deutschland: Frankfurt, Generalkonsulat - Deutschland: Hamburg, Generalkonsulat - Deutschland: Hannover, Generalkonsulat - Deutschland: München, Generalkonsulat - Deutschland: Stuttgart, Generalkonsulat - Estland: Tallinn, Botschaft - Finnland: Helsinki, Botschaft - Frankreich: Paris, Botschaft - Frankreich: Bayonne, Generalkonsulat - Frankreich: Bordeaux, Generalkonsulat - Frankreich: Lyon, Generalkonsulat - Frankreich: Montpellier, Generalkonsulat - Frankreich: Marseille, Generalkonsulat - Frankreich: Pau, Generalkonsulat - Frankreich: Perpignan, Generalkonsulat - Frankreich: Straßburg, Generalkonsulat - Frankreich: Toulouse, Generalkonsulat - Griechenland: Athen, Botschaft - Irland: Dublin, Botschaft - Italien: Rom, Botschaft und Generalkonsulat. Die Botschaft beim Heiligen Stuhl sowie zum Souveränen Malteserorden befindet sich in einem anderen Gebäude. - Italien: Genua, Generalkonsulat - Italien: Mailand, Generalkonsulat - Italien: Neapel, Generalkonsulat - Kroatien: Zagreb, Botschaft | - Lettland: Riga, Botschaft - Litauen: Wilna, Botschaft - Luxemburg: Luxemburg, Botschaft - Nordmazedonien: Skopje, Botschaft - Malta: Valletta, Botschaft - Niederlande: Den Haag, Botschaft - Niederlande: Amsterdam, Generalkonsulat - Norwegen: Oslo, Botschaft - Österreich: Wien, Botschaft - Polen: Warschau, Botschaft - Portugal: Lissabon, Botschaft - Portugal: Porto, Generalkonsulat - Portugal: Valença, Konsulat - Portugal: Vila Real de Santo António, Konsulat - Rumänien: Bukarest, Botschaft - Russland: Moskau, Botschaft - Russland: St. Petersburg, Generalkonsulat - Schweden: Stockholm, Botschaft - Schweiz: Bern, Botschaft - Schweiz: Genf, Generalkonsulat - Schweiz: Zürich, Generalkonsulat - Serbien: Belgrad, Botschaft - Slowakei: Bratislava, Botschaft - Slowenien: Ljubljana, Botschaft - Tschechien: Prag, Botschaft - Türkei: Ankara, Botschaft - Türkei: Istanbul, Generalkonsulat - Ukraine: Kiew, Botschaft - Ungarn: Budapest, Botschaft - Vereinigtes Königreich: London, Botschaft - Vereinigtes Königreich: Edinburgh, Generalkonsulat - Zypern: Nikosia, Botschaft |

### Nordamerika
| - Costa Rica: San José, Botschaft - Dominikanische Republik: Santo Domingo, Botschaft - El Salvador: San Salvador, Botschaft - Guatemala: Guatemala-Stadt, Botschaft - Haiti: Port-au-Prince, Botschaft - Honduras: Tegucigalpa, Botschaft - Jamaika: Kingston, Botschaft - Kanada: Ottawa, Botschaft - Kanada: Montreal, Generalkonsulat - Kanada: Toronto, Generalkonsulat - Kuba: Havanna, Botschaft - Mexiko: Mexiko-Stadt, Botschaft - Mexiko: Guadalajara, Generalkonsulat | - Mexiko: Monterrey, Generalkonsulat - Nicaragua: Managua, Botschaft - Panama: Panama-Stadt, Botschaft - Trinidad und Tobago: Port of Spain, Botschaft - Vereinigte Staaten: Washington, D.C., Botschaft - Vereinigte Staaten: Boston, Generalkonsulat - Vereinigte Staaten: Chicago, Generalkonsulat - Vereinigte Staaten: Houston, Generalkonsulat - Vereinigte Staaten: Los Angeles, Generalkonsulat - Vereinigte Staaten: Miami, Generalkonsulat - Vereinigte Staaten: New York, Generalkonsulat - Vereinigte Staaten: San Francisco, Generalkonsulat - Vereinigte Staaten: San Juan, Generalkonsulat |

### Südamerika
| - Argentinien: Buenos Aires, Botschaft - Argentinien: Bahía Blanca, Generalkonsulat - Argentinien: Córdoba, Generalkonsulat - Argentinien: Mendoza, Generalkonsulat - Argentinien: Rosario, Generalkonsulat - Bolivien: La Paz, Botschaft - Bolivien: Santa Cruz de la Sierra, Generalkonsulat - Brasilien: Brasília, Botschaft - Brasilien: Porto Alegre, Generalkonsulat - Brasilien: Rio de Janeiro, Generalkonsulat | - Brasilien: Salvador, Generalkonsulat - Brasilien: São Paulo, Generalkonsulat - Chile: Santiago de Chile, Botschaft - Kolumbien: Bogotá, Botschaft - Kolumbien: Cartagena, Generalkonsulat - Paraguay: Asunción, Botschaft - Peru: Lima, Botschaft - Uruguay: Montevideo, Botschaft - Venezuela: Caracas, Botschaft |

## Vertretungen bei internationalen Organisationen
- Europäische Union: Brüssel, Ständige Vertretung
- Europarat: Straßburg, Ständige Vertretung
- NATO: Brüssel, Ständige Vertretung
- Vereinte Nationen: New York, Ständige Vertretung
- Vereinte Nationen: Genf, Ständige Vertretung
- Vereinte Nationen: Nairobi, Ständige Vertretung
- Organisation für Sicherheit und Zusammenarbeit in Europa (OSZE): Wien, Ständige Vertretung
- Organisation der Vereinten Nationen für Erziehung, Wissenschaft und Kultur (UNESCO): Paris, Ständige Vertretung
- Heiliger Stuhl: Rom, Botschaft